# Episodi di Cannon (quarta stagione)
La quarta stagione della serie televisiva Cannon è stata trasmessa in anteprima negli Stati Uniti d'America dalla CBS tra l'11 settembre 1974 e il 2 aprile 1975.
| nº | Titolo originale            | Titolo italiano | Prima TV USA      | Prima TV Italia |
| -- | --------------------------- | --------------- | ----------------- | --------------- |
| 1  | Kelly's Song                |                 | 11 settembre 1974 |                 |
| 2  | The Hit Man                 |                 | 18 settembre 1974 |                 |
| 3  | Voice from the Grave        |                 | 25 settembre 1974 |                 |
| 4  | Lady in Red                 |                 | 2 ottobre 1974    |                 |
| 5  | The Deadly Trail            |                 | 16 ottobre 1974   |                 |
| 6  | The Exchange                |                 | 23 ottobre 1974   |                 |
| 7  | The Avenger                 |                 | 30 ottobre 1974   |                 |
| 8  | A Killing in the Family     |                 | 6 novembre 1974   |                 |
| 9  | Flashpoint                  |                 | 13 novembre 1974  |                 |
| 10 | The Man Who Couldn't Forget |                 | 20 novembre 1974  |                 |
| 11 | The Sounds of Silence       |                 | 4 dicembre 1974   |                 |
| 12 | The Prisoner                |                 | 11 dicembre 1974  |                 |
| 13 | Daddy's Little Girl         |                 | 18 dicembre 1974  |                 |
| 14 | The Conspirators            |                 | 1º gennaio 1975   |                 |
| 15 | Coffin Corner               |                 | 15 gennaio 1975   |                 |
| 16 | Perfect Fit for a Frame     |                 | 22 gennaio 1975   |                 |
| 17 | Killer on the Hill          |                 | 29 gennaio 1975   |                 |
| 18 | Missing at FL307            |                 | 5 febbraio 1975   |                 |
| 19 | The Set Up                  |                 | 12 febbraio 1975  |                 |
| 20 | The Investigator            |                 | 26 febbraio 1975  |                 |
| 21 | Lady on the Run             |                 | 5 marzo 1975      |                 |
| 22 | Vengeance                   |                 | 12 marzo 1975     |                 |
| 23 | Tomorrow Ends at Noon       |                 | 19 marzo 1975     |                 |
| 24 | Search and Destroy          |                 | 2 aprile 1975     |                 |